# Municipio de Blackhawk
El municipio de Blackhawk (en inglés, Blackhawk Township) es un municipio del condado de Rock Island, Illinois, Estados Unidos. Tiene una población estimada, a mediados de 2021, de 9426 habitantes.

## Geografía
Está ubicado en las coordenadas 41°26′12″N 90°35′43″O / 41.43667, -90.59528. Según la Oficina del Censo de los Estados Unidos, tiene una superficie total de 77.2 km², de la cual 72.5 km² corresponden a tierra firme y 4.7 km² son agua.

## Demografía
Según el censo de 2020, en ese momento había 9576 personas residiendo en la zona. La densidad de población era de 132.1 hab./km². El 83.76% de los habitantes eran blancos, el 5.82% eran afroamericanos, el 0.30% eran amerindios, el 0.94% eran asiáticos, el 0.04% eran isleños del Pacífico, el 1.73% eran de otras razas y el 7.40% eran de una mezcla de razas. Del total de la población, el 6.05% eran hispanos o latinos de cualquier raza.